# 인 다크니스
《인 다크니스》(영어: In Darkness)는 2018년 5월 개봉한 미국의 스릴러 영화이다. 앤서니 번이 감독을, 앤서니 번과 내털리 도머가 공동 각본을 맡았다. 2018년 5월 23일 필리핀에서 상영되었다.

## 줄거리
런던의 시각장애인 피아니스트 소피아는 위층에 살던 베로니크의 자살 사건에 휘말리며 러시아 마피아와 암살자들의 세계와 엮이게 된다. 베로니크가 죽기 전 보스니아 전쟁 전범 재판 중인 세르비아인 아버지 조란 라디치에게 불리한 증거를 몰래 소피아에게 건넸기 때문.
증거를 역으로 이용하려는 마크는 위기에 놓인 소피아를 구해주며 친해지려 하지만 죽음의 위협은 뜻밖의 곳에서 그녀를 쫓기 시작하는데…

## 출연
- 내털리 도머 - 소피아 매켄드릭 / 발마 역
- 에드 스크라인 - 마크 고든 역
- 에밀리 래터카우스키 - 베로니크 라디치 역
- 제임스 코즈모 - 나이얼 매켄드릭 역
- 조엘리 리처드슨 - 알렉산드라 "앨릭스" 고든 역

## 기타 제작진
- 총괄 제작: 로리 에이킨, 조슈아 호스필트